# Sjov i gaden
Sjov i gaden er en dansk komediefilm fra 1969 instrueret af Carl Ottosen med Dirch Passer.

## Medvirkende
- Dirch Passer – Peter Jensen
- Winnie Mortensen – Winnie
- Ove Sprogøe – Fløjten
- Willy Rathnov – Rasmussen
- Karl Stegger – Bagermester Jacobsen
- Carl Ottosen – Chefen
- Lotte Horne – Elisabeth
- Birgit Sadolin – Faster Anna
- Arne Møller – Carlo
- Kurt Andersen – Orla
- Ernst Meyer – Gossain
- Poul Bundgaard – Fordrukken mand i opgang
- Bodil Udsen – Hans sure kone
- Inger Gleerup – Ekspeditrice i stormagasin
- Poul Glargaard – Kriminalassistent
- Marianne Tholsted – Ekspeditrice i legetøjsforretning
- Claus Ryskjær – Cykelbud
- Palle Justesen – Hotelportier

## Eksterne Henvisninger
- Sjov i gaden på Internet Movie Database (engelsk)
- Sjov i gaden på Filmdatabasen
- Sjov i gaden på danskefilm.dk
- Sjov i gaden på danskfilmogtv.dk
- Sjov i gaden på Scope
- Sjov i gaden i Svensk Filmdatabas (svensk)
- Sjov i gaden på MovieMeter (nederlandsk)
- Sjov i gaden på AllMovie (engelsk)
- Sjov i gaden på The Movie Database (engelsk)